# Lyrhjort
Lyrhjort, thaiminhjort eller lyrhornshjort (Rucervus eldii eller Cervus eldii) är en art i familjen hjortdjur som förekommer i Sydostasien.

## Kännetecken
Arten når en kroppslängd mellan 150 och 170 centimeter, en mankhöjd mellan 120 och 130 centimeter och en vikt mellan 95 och 150 kilogram. Svansen är 22 till 25 centimeter lång. Den långa vinterpälsen är rödbrun och på sommaren blir den kortare och ljusare. Hos hannarna är pälsen vid halsen längre och påminner om en man. Kännetecknande är formen på hornen, som bara finns hos hannarna. Två grenar går först vågrätt bakåt och sedan i en båge uppåt. De motsvarande grenarna är böjda direkt uppåt och framåt.

## Utbredning och habitat
Artens ursprungliga utbredningsområde fanns mellan östra Indien och södra Kina fram till Malackahalvön. Området har minskat kraftigt och idag finns bara några populationer kvar som är avgränsade från varandra (se underarter). Lyrhjort lever i olika habitat som till exempel i regnskog, gräsland eller på träskmarker.

## Levnadssätt
Lyrhjort är mera aktiv under gryningen och natten. Vuxna hannar lever oftast ensamma och honor bildar grupper tillsammans med sina ungar. Under parningstiden ansluter sig hannarna till dessa grupper som på så sätt ökar till maximalt 50 individer.
Dessa hjortdjur är växtätare som huvudsakligen äter gräs men även blad och frukter.
Efter dräktigheten som varar i ungefär 240 dagar föder honan vanligen ett enda ungdjur, tvillingar förekommer sällan. Efter fyra till fem månader slutar honan att ge di och efter ett eller två år är ungarna könsmogna. Djur i fångenskap har blivit upp till 20 år gamla.

## Hot
Arten är hotad av jakt och förstörelse av levnadsområdet. IUCN listar lyrhjort som starkt hotad (endangered).

## Underarter
Idag skiljs mellan tre underarter:
- C. e. eldii, förekommer i östra Indien och är starkt hotad. Den finns idag bara i delstaten Manipur. 1975 hade underarten bara en population av 14 individer men efter inrättandet av Keibul Lamjao nationalparken återhämtade sig beståndet en bit och idag finns omkring hundra individer.
- C. e. thamin, lever i Myanmar och Thailand och är inte särskilt sällsynt.
- C. e. siamensis, fanns ursprungligen i Laos, Thailand, Kambodja och Vietnam. Den har minskat ganska tydligt i beståndet. I Thailand är den helt utrotad men i de andra länderna finns flera individer kvar. En mindre population av underarten lever på den kinesiska ön Hainan.